# Achelia tenuipes
Achelia tenuipes là một loài nhện biển trong họ Ammotheidae. Loài này thuộc chi Achelia. Achelia tenuipes được miêu tả khoa học năm 1990 bởi Stock.